# Prodontria matagouriae
Prodontria matagouriae är en skalbaggsart som beskrevs av Emerson 1997. Prodontria matagouriae ingår i släktet Prodontria och familjen Melolonthidae. Inga underarter finns listade i Catalogue of Life.